# Cânone budista chinês
O Cânon Budista Chinês é o cânone budista usado na China, Japão, Coreia e Vietnã. Ele consiste principalmente de textos Mahayana, mas também inclui os textos das escolas do budismo inicial que têm seu equivalente no Cânon Pali, e alguns textos pertencentes ao Budismo Vajrayana. Como o original cânon Pali, ele é dividido em "três cestas": Sutras, Vinaya, e Abhidharma. Um segundo nível de subdivisão distingue textos Hinayana (Agama), os textos Mahayana e diversos. A edição principal de  referência desde a década de 1930 é o Taisho Tripitaka produzido no Japão, tendo como referência essencial o Tripitaka Koreana. O conteúdo está disponível online.
O termo tradicional para este cânon é Dàzàngjīng (大藏經), que significa o "Grande Tesouro de Sutras."